# بريت هاندلي
بريت هاندلي (بالإنجليزية: Brett Hundley)‏ هو لاعب كرة قدم أمريكية أمريكي، ولد في 15 يونيو 1993 في تشاندلر في الولايات المتحدة.

## وصلات خارجية
- بريت هاندلي على موقع إي إس بي إن.كوم (أن.أف.أل)3
- بريت هاندلي على موقع مرجع كرة القدم المحترفة.كوم (الإنجليزية)